# Johnny Legend

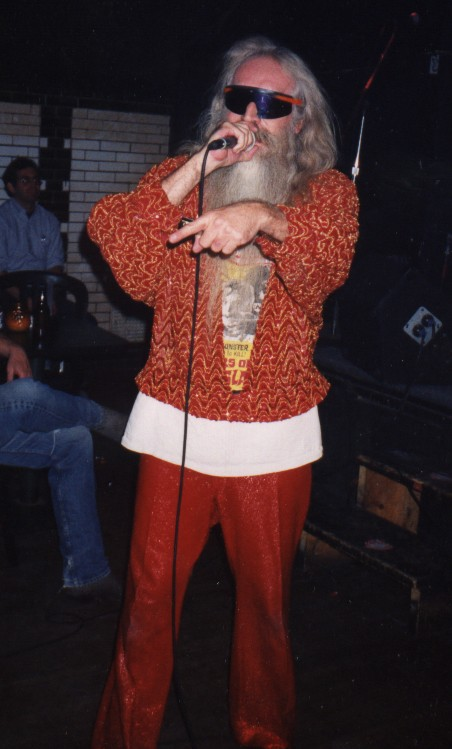
Johnny Legend (2012)

Johnny Legend (* 3. Oktober 1948 in San Fernando, Kalifornien als Martin Margulies) ist ein US-amerikanischer Rockabilly-Musiker, Filmproduzent, Filmschauspieler und Wrestling-Promotor.

## Leben
Legend wuchs in San Fernando auf und war als Kind mit dem Wrestler und Schauspieler Tor Johnson  befreundet, welcher in der direkten Nachbarschaft wohnte.
1966 gründete Legends seine erste (Folk-Rock) Band Seeds of Time.
Zu Beginn der 1970er Jahre startete Legend seine Karriere als Komponist für Softpornos und Schauspieler in Billigproduktionen. Mit der mehrere Teile umfassenden Reihe SLEAZMANIA veröffentlichte er für Rhino Records eine Sammlung obskurer Trailer für B- und C-Movies.
1973 entdeckte Legend den Rockabilly für sich und gründete mit dem Inhaber des Plattenlabels Rollin’ Rock, Ronnie Weiser, Ray Campi und Chuck Higgins die Gruppe Blue Midnight.
1974 gründete Legend mit Campi die Band The Rollin’ Rock Rebels. Hier ergänzen Billy Zoom, Colin Winski, Tony Conn und Jim Roup die Besetzung.
Legend pflegt sein verrücktes Image als Rockabilly-Rasputin, indem er seine wilden Bühnenauftritte mit langem Bart und in abgedrehten Kostümen wie z. B. einer Konföderierten-Uniform bestreitet.

## Wrestling
Für den Wrestler Freddie Blassie schrieb und sang Legend 1977 den Song Pencil Neck Geek und war an dem Andy-Kaufman-Film My Breakfast with Blassie als Autor und Co-Regisseur beteiligt.
Zusammen mit Jerry Lawler veranstaltete er eine Rock and Roll Wrestling Show. Legend gründete mit der Incredibly Strange Wrestling und der Incredible Strange Rock and Roll Wrestling gleich zwei eigene Wrestling-Ligen.
Nach einer kuriosen Fehde besiegte Legend in einem Man vs. Woman Match Cheryl Russa und gewann damit am 28. Januar 1995 in Maywood, Kalifornien, den „American Independent Wrestling Alliance World’s Women’s Championship“-Titel (welchen er immer noch hält).

## Diskographie

### Alben
- 197?: True Murders Volume 1
- 1979: Johnny Legend And The Rock ’N’ Roll Combo
- 1992: Rockabilly Rumble
- 1998: Bitchin’
- 2014: I Itch
- 2015: The Rollin’ Rock Recordings

### Singles
- 1990: House of Frankenstein / Theme from 2000 Maniacs
- 1991: Rubber Room / Night of the Sadist
- 1993: Pipeline / Mexican Love

## Filme
(Auswahl)
- 1969: Das geheime Sexualleben von Romeo und Julia (The Secret Sex Lives of Romeo and Juliet)
- 1970: Gabriela – Blutjung und unbefriedigt (Gabriella)
- 1977: Teenage Cruisers (auch Co-Regisseur)
- 1977: Fantasm Comes Again
- 1983: My Breakfast with Blassie (auch Co-Regisseur)
- 1985: Sleazmania!
- 1986: Sleazmania III
- 1986: Gefangene im Weltraum (Prison Ship)
- 1987: Rock & Roll Wrestling: Music Television V (Produzent)
- 1992: The Thing – Gene außer Kontrolle (Severed Ties)
- 1995: Kinder des Zorns III (Children of the Corn III: Urban Harvest)
- 1996: Junge Schicksale (ABC Afterschool Specials), Produzent – Folge: Teenage Confidential 25x3
- 1999: Der Mondmann (Man on the Moon)
- 2005: 2001 Maniacs
- 2014: Catch of the Day